# Юбілейний (Адамовський район)
Юбіле́йний (рос. Юбилейный) — селище у складі Адамовського району Оренбурзької області, Росія.

## Населення
Населення — 699 осіб (2010; 807 у 2002).
Національний склад (станом на 2002 рік):
- росіяни — 56 %